# 戴卿尧
戴卿堯（1991年9月26日—）是一位中国排球运动员。他從小学四年级开始打排球，曾入選中国国家男子排球队。他目前效力於上海金色年华男排。